# 渡部美咲
渡部美咲（日语：／ Watabe Misaki，1998年7月30日—），前日本偶像。於千葉縣出身。畢業前所屬事務所為「Avance」。

## 生平
2012年12月，渡部於千葉縣當地開展寫真拍攝工作，以此在次年2月推出自己首部寫真DVD《我的太陽》（ボクの太陽），在作品中以身穿校園泳衣、運動服、便服等衣物的姿態登場。5月29日，她在巴厘岛拍攝的寫真DVD《青春日記》公開。《青春日記》為她首部以角色扮演服出鏡的作品。7月19日，她的作品《Miu》開售，觀眾能從中觀賞穿上各類泳衣的渡部。次月，她在《青春狂想曲》印象編中與東海林藍、守永七彩、伊藤萬里菜等偶像一起登場。10月4日，推出寫真DVD《黑髮美少女》（黒髪の美少女），這部作品所收錄的台詞份量相對較多。同月她出席此作的發售紀念活動。
2015年4月29日至5月10日，渡部出演了舞台劇《2015年最後的假日 ～永不終滅之歌～》（ラストホリデイ2015～終わらない歌～）。之後以偶像組合「日日是好日」研究生的名義繼續進行活動，並於2019年晉升成為正式成員。2020年，由於時間編排上的問題，渡部從「日日是好日」中畢業。

## 人物
渡部喜歡看動畫和神秘小說，此外亦喜歡唱歌。初中時英語科的成績較好。她在2013年時亦表示自己有志於將來投身藝能界。

## 外部連結
- 渡部美咲的Ameblo網誌 （页面存档备份，存于）（日語）